# إيغور ستوجاكوفتش
إيغور ستوجاكوفتش هو لاعب كرة قدم صربي في مركز الوسط، ولد في 27 مايو 1980 في كرالييفو في صربيا. شارك مع منتخب صربيا تحت 19 سنة لكرة القدم ومنتخب صربيا تحت 21 سنة لكرة القدم. أما مع النوادي، فقد لعب مع راد بيوغراد ونادي تشوكاريتشكي ونادي فاردار ونادي فاسالوندس ونادي موغرن.

## وصلات خارجية
- إيغور ستوجاكوفتش على موقع الاتحاد الأوربي (الإنجليزية)
- إيغور ستوجاكوفتش على موقع قاعدة بيانات كرة القدم.إي يو (الإنجليزية)
- إيغور ستوجاكوفتش على موقع Soccerway.com (الإنجليزية)